# Linkou (ort)
Linkou är en ort i Kina. Den ligger i provinsen Hunan, i den södra delen av landet, omkring 380 kilometer sydväst om provinshuvudstaden Changsha. Antalet invånare är 2 270.
Runt Linkou är det ganska tätbefolkat, med 62 invånare per kvadratkilometer. Närmaste större samhälle är Shuangjiang, 18,2 km sydväst om Linkou. I omgivningarna runt Linkou växer i huvudsak blandskog.
Genomsnittlig årsnederbörd är 1 787 millimeter. Den regnigaste månaden är juni, med i genomsnitt 296 mm nederbörd, och den torraste är december, med 63 mm nederbörd.